# Bellona Fossae
Bellona Fossae zijn smalle depressies op de planeet Venus. De Bellona Fossae werden in 1985 genoemd naar Bellona, de Romeinse godin van de krijgskunst.
De fossae hebben een diameter van 855 kilometer en bevinden zich in het gelijknamige quadrangle Bellona Fossae (V-15).